# 斑霸
斑霸（英語：Cheikh Ahmadou Bamba Sarr，1997年1月7日—），塞內加爾男子籃球員，場上位置為中鋒。他在2015年赴台灣就讀中州科技大學，並自2016年起代表校隊競逐大專籃球聯賽（UBA），期間贏得105學年度UBA公開男二級冠軍，也贏得一次公開男一級籃板王及獲得一次UBA公開男一級第三名，也是隊史最佳名次。大學畢業後，投入第十八季超級籃球聯賽新人選秀會，在首輪第三順位由裕隆納智捷選進，隨後在裕隆開始了職業生涯。他為裕隆贏得第十八季SBL及第二十季SBL總冠軍，並獲選為第二十季SBL總冠軍賽MVP，也於第二十季SBL結束後入選第四十二屆威廉瓊斯盃中華白隊（新秀隊），惟在同年裡裕隆隊遭查出假球及賭球，班霸被控涉入臺灣職籃假球案，儘管班霸否認下注或打假球，仍被中華民國籃球協會判處註銷註冊及永不錄用，案件仍在審理當中。

## 生平
斑霸自2015年起由於籃球因素赴台灣就讀中州科技大學，起初他雖參與籃球校隊，但並未在大專籃球聯賽（UBA）出賽。隔年，他入選了以培訓2017年夏季世界大學運動會籃球比賽中華代表隊成員為目標的中華白隊，並得到機會參加當年的第三十八屆威廉·瓊斯盃國際籃球邀請賽以利測試潛在歸化球員，不過當時另有一同接受測試的美國籍中鋒佛羅維斯（John Florveus），又因斑霸時年尚且19歲，所以只獲得了有限的出賽機會與上場時間。結束瓊斯盃的征程後，他回到學校幫助球隊贏取105學年度大專籃球聯賽公開男二級冠軍，得以在106學年度升上一級戰場。

### 大學生涯

#### 106學年度
106學年度大專籃球聯賽預賽階段於2017年12月開打，斑霸在預賽初期繳出場均18.4及19.8籃板的成績，令校隊達成五連勝。第六戰他依然得12分、18籃板，可是最終敗給了台灣藝術大學，第七戰也繳出18分、11籃板，同時中斷了國立體育大學六連勝。前七戰完賽後一段時間，斑霸因車禍缺席了預賽後續部分賽事，直到隔年2月復出。2月7日，復出首戰斑霸表現不佳，第二、三戰才再度拿出雙十成績助球隊贏球，接著於預賽最後一戰休息未登場，最終賽果中州科大以10勝5敗獲得預賽成績第四晉級八強。從2月25日開打的複賽階段，首戰斑霸先發17分鐘，得8分、7籃板，負於義守。接續兩戰，分別以上場26分鐘，得6分、7籃板及27分鐘，得18分、8籃板，再負於國體大與輔仁大學。最後四戰，斑霸前三場再度發揮雙十身手，後一場則休戰，四戰中雖輸給了台北市立大學和健行科技大學，卻也從臺灣師範大學及高雄師範大學拿下唯二勝利，中州科大以2勝5敗止步八強，斑霸個人則獲得籃板王的榮譽，場均得分也以15.4分排名第五，同時這一年所受的車禍傷勢持續影響他日後的籃球生涯。

#### 107學年度
當107學年度大專籃球聯賽在2018年12月開打時，斑霸因在同年四月進行膝蓋手術，開季初期仍在復健，缺席了多場賽事。直到12月20日帶傷提前復出，最後在12月的比賽他一共出戰三場，獲得場均5.7分、8.3籃板，隔年1月餘下的四場比賽亦只在首戰對輔大時出賽，上場25分鐘得2分、拿9籃板和5次失誤，中州教練團考量其表現與球隊晉級希望不大，此戰後讓斑霸休養，中州在該季沒能順利晉級八強，止步預賽。

#### 108學年度
中州在108學年度大專籃球聯賽的首戰是2019年12月5日，當時已是預賽第二階段，是日開始中州面臨四連戰。斑霸首戰面對高雄師大共先發26分鐘得8分、9籃板，賽末以77：59取勝，第二戰則繳出睽違一年的雙十數據以17分、12籃板，贏得勝利。第三、四戰對台師大與康寧大學，以及12月10日對義守大學，斑霸三戰再得兩次雙十，唯中州依舊吞下三連敗。11日、12日後續兩戰對台灣科技大學及政治大學，中州分別取得一勝一敗，他則於與政大比賽中再奪雙十，1月份的賽事中州取得三勝一敗，累計八勝七敗排名第八晉級八強複賽。
八強複賽，斑霸對陣輔大繳出24分、16籃板，以及對陣義守繳出30分、25籃板，助中州四勝三敗闖進四強，四強對陣健行再得36分、12籃板，惟終場以71比87不敵健行，落入季軍賽。季軍賽上，中州再戰輔大，斑霸以20分、18籃板助中州64比59贏下季軍，全年斑霸繳出場均15.4分和12.7籃板，也為中州科大取得隊史最佳名次。

### 職業生涯
2020年5月22日，超級籃球聯賽（SBL）召開領隊會議，會中決議擁有三年大專籃球聯賽資歷及歸化意願的外籍生從第十八季起比照本土新人選秀。因此斑霸於同年6月22日報名第十八季超級籃球聯賽新人選秀會，並在後一個月的選秀會上由裕隆納智捷籃球隊以第三順位選入，選秀後時任裕隆執行教練邱大宗向媒體表示：「希望他未來能持續進化，甚至成為下一個田壘。」
第20季SBL（2023年），該季冠軍系列賽由裕隆3勝2敗贏得冠軍，時隔13季拿下第6座冠軍，斑霸冠軍系列賽繳出18.2分、15.8籃板、2.4助攻、2阻攻、1.2抄截，獲選為總冠軍賽MVP。
2023年11月斑霸因吳季穎涉嫌打假球案遭臺灣士林地方檢察署約談，複訊後以新臺幣10萬元交保，並限制其出境及住居；裕隆納智捷表示經檢察官諭令聲押或交保之球員會依約終止契約。中華民國籃球協會召開紀律委員會，依據「中華民國籃球協會職業聯盟、球隊暨球員、職員、經紀人與經紀公司懲處辦法」決議註銷斑霸的球員註冊，也不得為中華籃協所屬球團及聯盟錄用。

## 生涯數據

### 超級籃球聯賽

#### 例行賽
| 賽季    | 球隊       | GP | MPG  | 2P%  | 3P%  | FT%  | RPG | APG | SPG | BPG | PPG  |
| ------- | ---------- | -- | ---- | ---- | ---- | ---- | --- | --- | --- | --- | ---- |
| 2020–21 | 裕隆納智捷 | 36 | 24.3 | .507 | .192 | .701 | 8.9 | 0.7 | 1.3 | 0.9 | 10.1 |

#### 季後賽
| 賽季    | 球隊       | GP | MPG | 2P%  | 3P%   | FT%  | RPG | APG | SPG | BPG | PPG |
| ------- | ---------- | -- | --- | ---- | ----- | ---- | --- | --- | --- | --- | --- |
| 2020–21 | 裕隆納智捷 | 4  | 6.7 | .286 | 1.000 | .750 | 2.5 | 0.0 | 0.0 | 0.3 | 2.5 |

### 大專籃球聯賽
| 學年度 | 球隊     | GP | MPG  | 2P%  | 3P%  | FT%  | RPG  | APG | SPG | BPG | PPG  |
| ------ | -------- | -- | ---- | ---- | ---- | ---- | ---- | --- | --- | --- | ---- |
| 106    | 中州科大 | 16 | 30.3 | .500 | .000 | .677 | 14.6 | 0.8 | 0.8 | 1   | 15.4 |
| 107    | 中州科大 | 4  | 22.5 | .269 | .000 | .417 | 8.5  | 0.5 | 0.2 | 1.2 | 4.8  |
| 108    | 中州科大 | 24 | 28.6 | .441 | .301 | .713 | 12.7 | 0.9 | 0.9 | 1.4 | 15.4 |

## 外部連結
- 斑霸在Eurobasket.com（球員）（英语）
- 斑霸在RealGM（英语）